# Johannes Luckas
Johannes Luckas (* 17. Januar 1980 in Leipzig) ist ein deutscher Bodybuilder, Bankdrücker, YouTuber und Personaltrainer.

## Leben und Wirken
Bereits im Alter von 4 Jahren gewann Luckas einige Wettkämpfe im Schwimmverein seiner Geburtsstadt Leipzig. 1988 zog er mit seiner Familie nach Berlin, wo er bis heute tätig und wohnhaft ist. Er probierte sich im Alter zwischen 11 und 13 Jahren an einigen Sportarten aus, wie zum Beispiel Tennis, Kampfsport und American Football. 1997 begann er mit Bodybuilding. Er leitete ein Fitnessstudio und bestritt seit 2001 erste Wettkämpfe im Bankdrücken. Seit 2005 ist er als Personaltrainer tätig und betreut sowohl professionelle Sportler, wie zum Beispiel Robert Förstemann, Freizeitsportler, als auch adipöse ALGII-Gruppen. Im Mai 2017 trat er bei der German Wrestling Federation in einem Wrestling-Match unter anderem gegen Jared Hasselhoff an.
Luckas betreibt einen YouTube-Kanal mit rund 385.000 Abonnenten.

## Erfolge
Mehrfacher Finalist der Deutschen Meisterschaft im Bodybuilding
- 2022 – Ostdeutscher Meister im Bankdrücken[4]
- 2021 – Ostdeutscher Meister im Bankdrücken

- 2017 – Vize-Deutscher Meister im Bodybuilding[5][6]
- 2017 – Ostdeutscher Meister im Bodybuilding[7][8]
- 2015 – Ostdeutscher Meister und Gesamtsieger im Bodybuilding[9]
- 2013 – Ostdeutscher Meister im Bankdrücken
- 2011 – Ostdeutscher Meister im Bankdrücken
- 2007 – Thüringer Meister Bodybuilding
- 2006 – Deutscher Meister im Bankdrücken
- 2006 – Norddeutscher Meister im Bankdrücken